# Brachymeria jayaraji
Brachymeria jayaraji är en stekelart som beskrevs av Joseph, Narendran och Joy 1972. Brachymeria jayaraji ingår i släktet Brachymeria och familjen bredlårsteklar. Inga underarter finns listade.